# Париски мир (1763)
Париски мир закључен је 10. фебруара 1763. године по завршетку Седмогодишњег рата и Француског и индијанског рата између Велике Британије, Француске, Шпаније и Португала. Француска се готово сасвим повукла из Индије, а Великој Британији препустила и Канаду. Шпанија добила Луизијану и Кубу, а Пруска задржала Шлезију, коју је преузела од Аустрије. 

## Увод
У току рата, Британија је освојила француске колоније Канаду, Гваделуп, Мартиник, Свету Луцију, Доминику, Гренаду, Сент Винсент и Гренадини, Тобаго, француске колоније у Индији, центар трговине робовима Горе (данашњи Сенегал), долину реке Сенегал, шпанске колоније Манила (Филипини) и Хавана (Куба). Француска је освојила енглеску Менорку и трговачке испоставе на Суматри. Шпанија је освојила португалску Алмеиду и Колонија дел Сакраменто у Јужној Америци (данашњи Уругвај). У складу са одредбама Париског мира из 1763. године, већина тих територија враћена је претходним власницима. Велика Британија је, међутим, постигла значајне добитке. 

## Одредбе
Француска и Шпанија вратиле су територије одузете Британији и Португалу. Британија је Манилу и Хавану вратила Шпанији, а Гваделуп, Мартиник, Свету Луцију, Горе и индијске испоставе Француској. За узврат, Француска је уступила Канаду, Доминику, Гренаду, Сент Винсент и Гренадине и Тобаго Британији. Такође јој је уступила источну половину француске Луизијане (подручје од реке Мисисипи до Апалачких планина). Шпанија је Британији уступила Флориду. У замену за своје територије у Индији, Французи су признали британска освајања и одустали од слања трупа у Бенгал. Британија је пристала да сруши своја утврђења у Британском Хондурасу (данас Белизе). У Северној Америци, Французи су задржали риболовачка права у Њуфаундленду и острва Сен Пјер и Микелон (где су сушили уловљену рибу). 